# James Hunt
Pour les articles homonymes, voir James Hunt (homonymie) et Hunt.
James Hunt, né le 29 août 1947 à Belmont (en), Angleterre, et mort d'une crise cardiaque le 15 juin 1993 à Wimbledon, est un pilote automobile britannique qui s'est surtout illustré en Formule 1, discipline dans laquelle il a couru de 1973 à 1979 et a remporté le championnat du monde en 1976. Sa rivalité avec Niki Lauda et notamment lors de la saison 1976 est relatée dans le film Rush sorti en 2013 où il est interprété par Chris Hemsworth.

## Biographie

### Les débuts

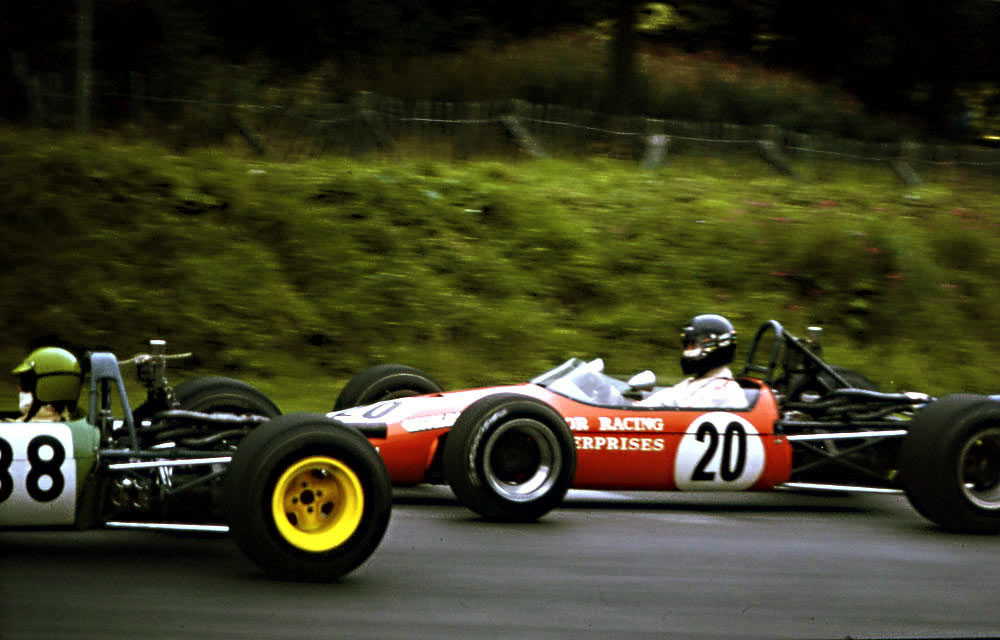
James Hunt (no 20) en 1969 sur une Brabham F3.

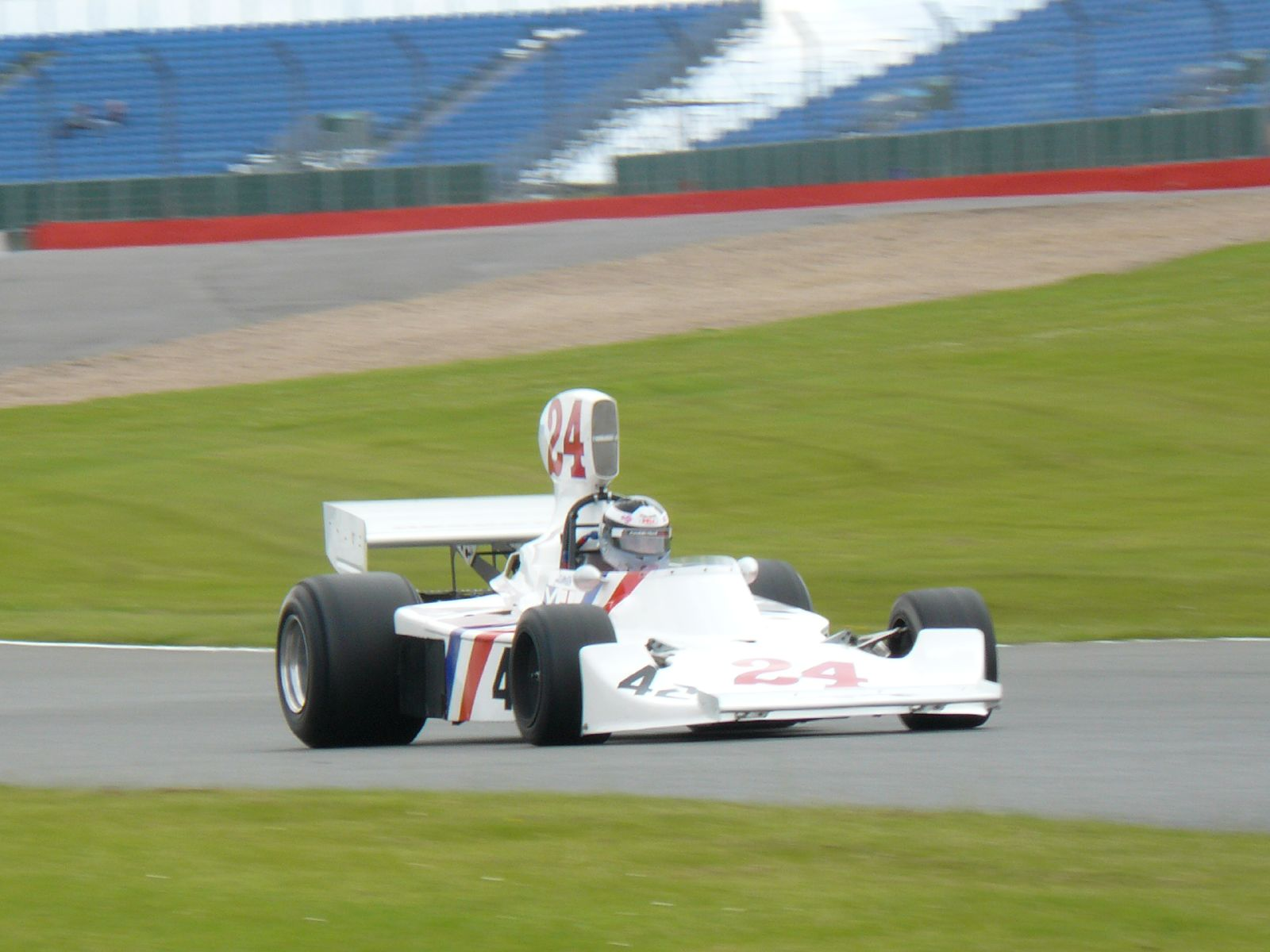
Freddie Hunt, le fils de James, en 2007 au volant de l'Hesketh que pilotait son père lors de la saison 1975.

James Hunt découvre le sport automobile le jour de ses 18 ans : invité par des amis à assister à une course à Silverstone, il décide aussitôt de faire de ce sport son métier et renonce à la faculté de médecine à laquelle il venait de s'inscrire. Sa famille n'ayant pas les moyens de financer cette vocation, Hunt multiplie les petits boulots jusqu'au jour où il peut s'acheter sa première voiture (une Mini-Morris) et s'inscrire à ses premières compétitions en 1967. Faisant preuve d'un talent certain, Hunt gravit rapidement les échelons : il débute en Formule Ford en 1968, puis en Formule 3 en 1969 où il est sacré meilleur espoir britannique de l'année. Puis, à partir de 1971, il devient pilote officiel March en F3. Son style agressif, qui le conduit souvent au-delà des limites, lui vaut rapidement le surnom de « Hunt the Shunt » (qu'on peut traduire par « Hunt l'accident ») et finit par lasser March, qui se sépare de lui au cours de la saison 1972.
Immédiatement, Hunt trouve une place au sein de l'équipe de Lord Alexander Hesketh, un jeune noble excentrique qui engage des voitures dans le championnat d'Europe de Formule 2. En 1973, l'écurie Hesketh Racing s'attaque à la Formule 1, d'abord avec une March privée, puis en tant que constructeur à part entière, avec James Hunt comme unique pilote. Les nouveaux venus font rapidement sensation dans le monde de la Formule 1 : Hunt détonne avec ses tenues débraillées, tandis qu'en marge des GP, Hesketh multiplie les fêtes, plus fastueuses les unes que les autres. Sur la piste, en revanche, ils sont loin d'être ridicules. Dès son quatrième GP, à Zandvoort, Hunt monte sur la troisième place du podium, avant de terminer deuxième aux États-Unis en fin de saison. Il termine le championnat en huitième position en n'ayant disputé que la moitié des épreuves. En 1974, Hunt et sa Hesketh blanche (Lord Hesketh pouvait se permettre le luxe de se passer de sponsors) connaissent un début de saison difficile, mais retrouvent le chemin des podiums lors de la deuxième moitié de saison, pour terminer à nouveau huitième du championnat et avoir remporté le BRDC International Trophy (hors-championnat). En endurance, Hunt termine en 1973, deuxième des 6 Heures Paul-Ricard avec Jacky Ickx sur BMW 3.0 CSL et des 9 Heures de Kyalami avec Derek Bell sur Mirage M6, puis quatrième des 1 000 kilomètres du Nürburgring, la saison suivante avec Bell et Vern Schuppan sur Mirage GR7.
Le succès en championnat du monde de Formule 1 arrive enfin en 1975, avec la première victoire de Hunt et de l'écurie Hesketh, lors du GP des Pays-Bas. Mais malgré une fin d'année de très haut niveau (ce qui permet à Hunt de remonter à la quatrième place finale du championnat), Lord Hesketh est contraint de fermer son écurie, ses trois saisons de F1 ayant fortement entamé les finances familiales.

### La consécration en 1976

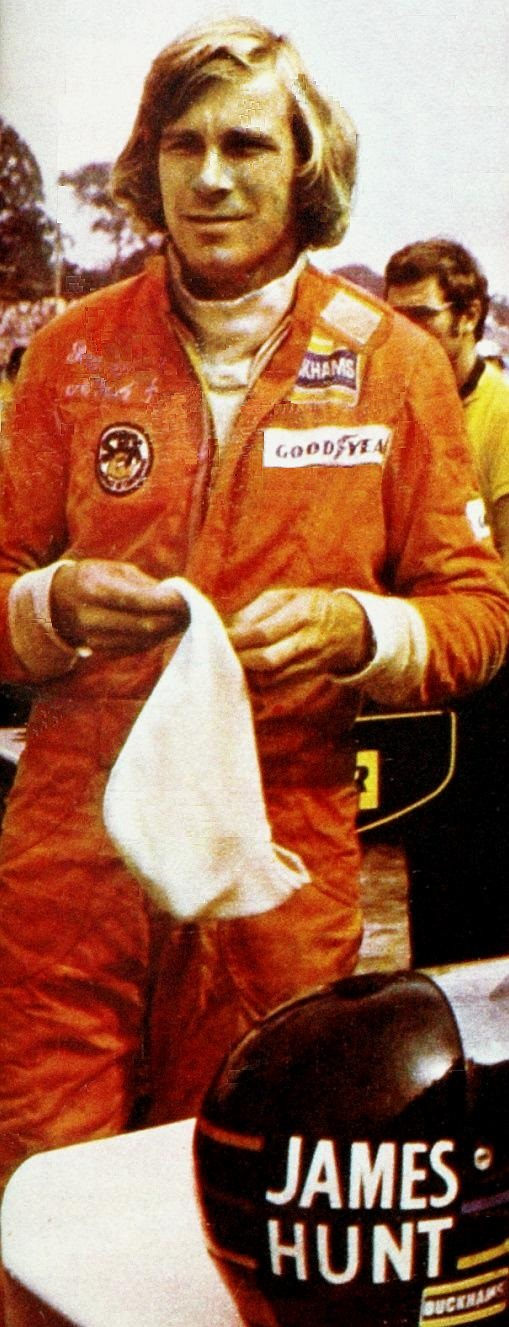
James Hunt en octobre 1976.

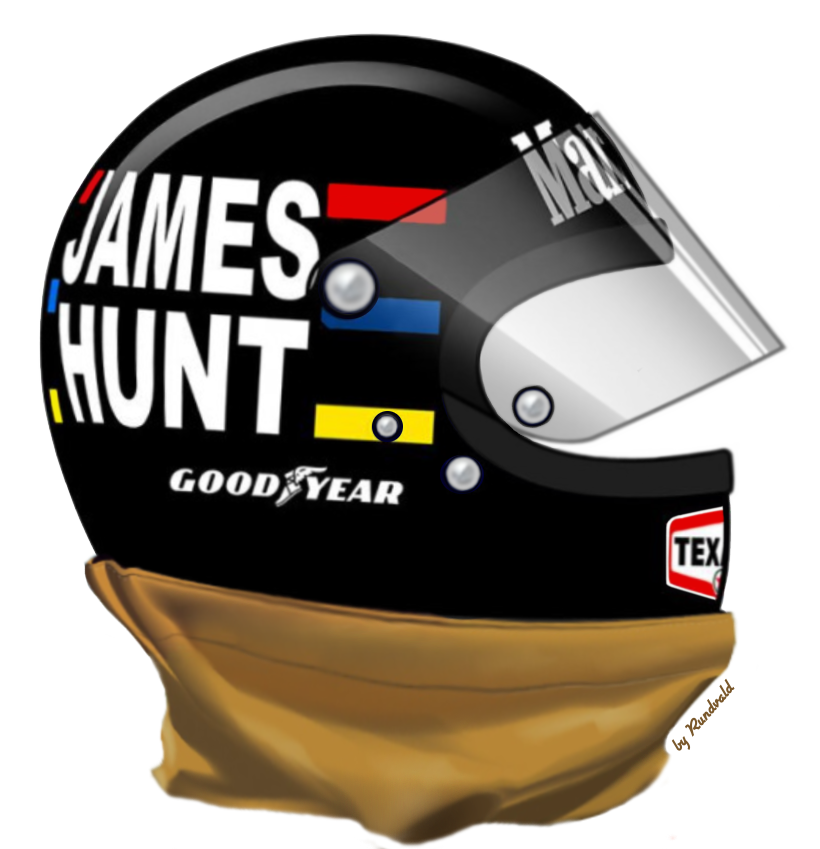
Le casque de James Hunt dont le bas possède une bande Velcro à laquelle le pilote anglais fixait une petite jupe en Nomex et un tuyau d'alimentation en oxygène pour le protéger en cas d’incendie.

En mauvaise posture sur le marché des transferts en raison de la fermeture de l'écurie Hesketh, Hunt obtient in extremis un volant chez la puissante équipe McLaren, dont le premier pilote Emerson Fittipaldi est soudainement parti, ayant opté pour l'écurie brésilienne Copersucar. Après un début de saison laborieux, Hunt, qui remporte la Race of Champions et le BRDC International Trophy, deux courses hors-championnat, s'affirme rapidement comme le principal rival de Niki Lauda dans la lutte pour le titre mondial.
Il s'impose en Espagne (initialement disqualifié pour aileron non conforme car 15 millimètres trop large, il récupérera sa victoire sur tapis vert plusieurs semaines plus tard) puis en France, mais reste à distance respectable de Lauda au championnat.
Le grave accident de Lauda au Nürburgring remet tout en cause, et permet à Hunt de refaire rapidement son retard. Il l'emporte en Allemagne et aux Pays-Bas, puis malgré le retour de Lauda — très affaibli physiquement —, gagne également au Canada et au GP des États-Unis Est sur le circuit de Watkins Glen dans l'État de New York.
Hunt aborde ainsi l'ultime manche du championnat au Japon avec trois points de retard sur son adversaire. Sous le déluge qui noie le circuit japonais de Fuji, Lauda renonce volontairement dès la fin du premier tour, laissant le champ libre à Hunt, qui domine facilement la course. Mais une crevaison à quatre tours de la fin de la course remet tout en cause, obligeant Hunt à une folle remontée. Lorsqu'il s'arrête à son stand après l'arrivée, Hunt, furieux, pense avoir perdu le titre et apostrophe violemment son directeur sportif Teddy Mayer, lequel tente de lui expliquer qu'il est parvenu à remonter jusqu'à la troisième place, et donc à marquer les points nécessaires pour décrocher le titre mondial. Cet épisode de l'histoire de la Formule 1, sa rivalité avec Niki Lauda et l'affrontement au sommet de la saison 1976 ponctué par le grave accident du pilote autrichien sur le Nürburgring, est relaté dans le film Rush sorti en 2013.
Avec James Hunt, la Formule 1 sacre l'un de ses pilotes les plus atypiques. Personnage décalé, Hunt se plaît à déambuler dans les paddocks pieds nus, les cheveux longs, avec des jeans et T-shirt usés. Grand fêtard et buveur de bière, y compris les veilles de course, il est également réputé pour ses nombreuses conquêtes féminines (« Sex is breakfast of champions » comme il est écrit sur un badge qu'il arbore souvent).

### Le déclin

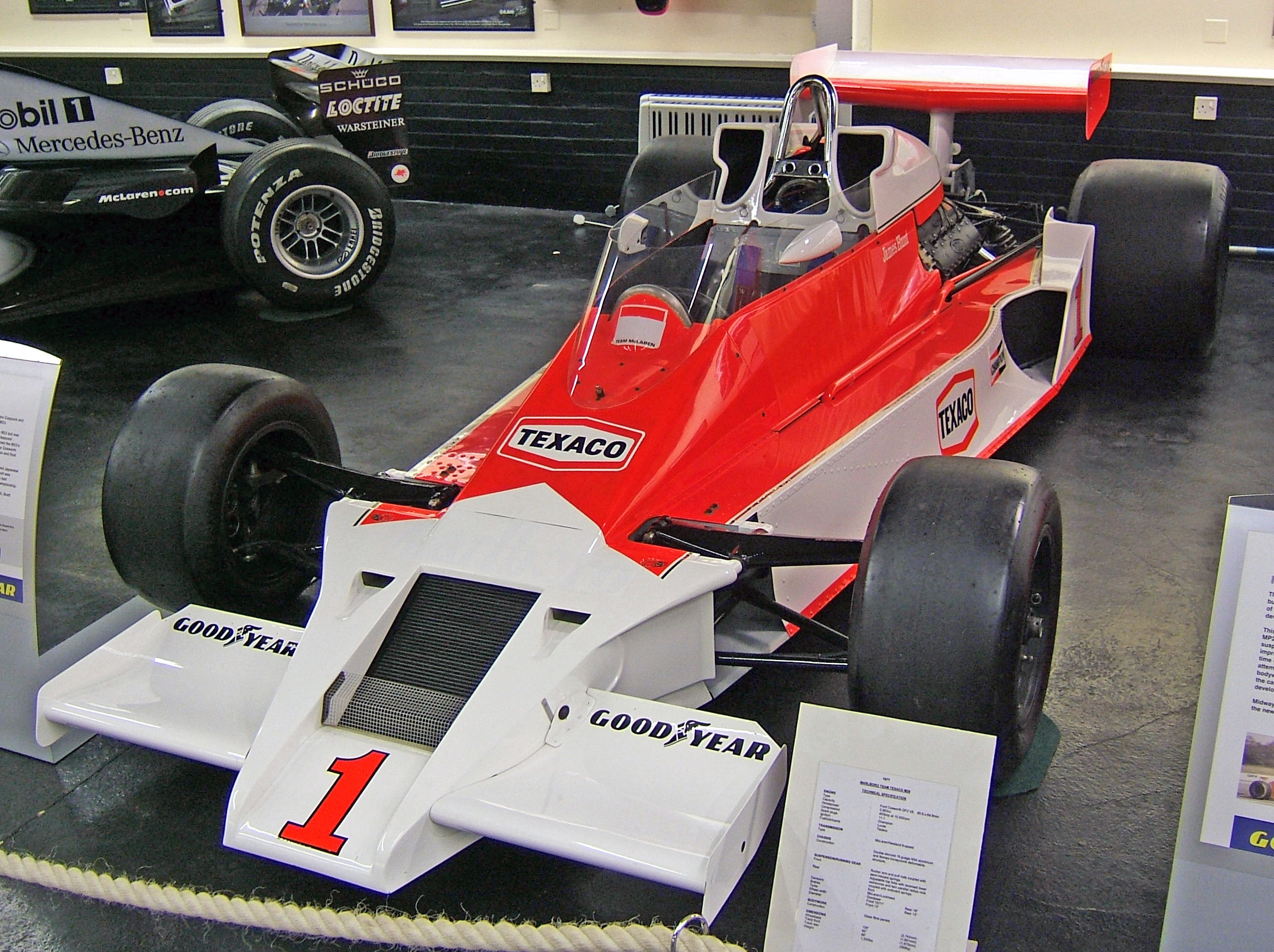
La McLaren M26 utilisée par Hunt lors de la saison 1977.

L'année suivante, Hunt fait honneur à son titre de champion du monde en remportant trois nouvelles victoires, mais ne parvient pas à s'immiscer dans la lutte pour le titre mondial,  faute à une McLaren qui a perdu de sa superbe.
Au Grand Prix du Japon, qu'il vient de remporter et où la Ferrari de Gilles Villeneuve vient de causer deux morts dans le public, il boycotte la cérémonie de remise des prix ainsi que le pilote argentin Carlos Reutemann, deuxième de la course sur Ferrari, parce que les organisateurs ne peuvent leur fournir une escorte pour rejoindre au plus vite l'aéroport. Il ne peut conserver son titre et termine cinquième.
Puis, en 1978, tandis que la McLaren est définitivement dépassée par les F1 dites wing-cars, Hunt, démotivé, effectue une saison décevante qu'il termine à la treizième place. Son spleen est encore amplifié par le carambolage survenu au départ du Grand Prix d'Italie, dans lequel il est impliqué et qui coûtera la vie à son ami Ronnie Peterson. Jusqu'à sa mort, il accusera le jeune pilote italien Riccardo Patrese d'avoir provoqué le carambolage.
Il tente de se relancer en signant en 1979 dans l'écurie canadienne Walter Wolf Racing mais, désabusé par le manque de compétitivité de sa machine, il annonce sa retraite à l'issue du Grand Prix de Monaco, septième épreuve de la saison. Quelques jours plus tard, l'équipe Ligier tente de le faire revenir sur sa décision afin de remplacer Patrick Depailler, blessé lors d'un accident de deltaplane mais Walter Wolf met son veto à ce transfert.

### Reconversion
Quelques mois après sa retraite sportive, James Hunt est recruté par la BBC pour commenter en qualité de consultant les Grands Prix de Formule 1. Ses analyses, son humour souvent grinçant, ainsi que son duo avec le journaliste Murray Walker feront le bonheur des téléspectateurs anglais pendant treize ans de 1980 à 1993, jusqu'à sa mort à l'âge de 45 ans et demi, le 15 juin 1993, des suites d'une crise cardiaque deux jours après avoir commenté le GP du Canada 1993.

### Vie privée
Il se marie en 1974 à Knightsbridge avec Suzy Miller qu'il rencontre en Espagne, ils divorcent en 1975 et elle le quitte pour Richard Burton.
En 1983, il se marie avec Sarah Lomax. Le couple a deux enfants, Tom et Freddie, qui est également pilote automobile. Le couple divorce en 1989.

## Résultats en championnat du monde de Formule 1
- 92 GP disputés
- 10 victoires
- 14 pole positions
- 8 meilleurs tours en course
- Champion du monde en 1976

| Saison | Écurie                                       | Châssis               | Moteur      | Pneus              | GP disputés | Victoires | Pole positions | Meilleurs tours en course | Points inscrits | Classement |
| ------ | -------------------------------------------- | --------------------- | ----------- | ------------------ | ----------- | --------- | -------------- | ------------------------- | --------------- | ---------- |
| 1973   | Hesketh Racing                               | March 731             | Cosworth V8 | Firestone Goodyear | 7           | 0         | 0              | 2                         | 14              | 8e         |
| 1974   | Hesketh Racing                               | March 731 Hesketh 308 | Cosworth V8 | Firestone Goodyear | 15          | 0         | 0              | 0                         | 15              | 8e         |
| 1975   | Hesketh Racing                               | 308 308C              | Cosworth V8 | Goodyear           | 14          | 1         | 0              | 1                         | 33              | 4e         |
| 1976   | Marlboro Team McLaren                        | M23                   | Cosworth V8 | Goodyear           | 16          | 6         | 8              | 2                         | 69              | Champion   |
| 1977   | Marlboro Team McLaren                        | M23 M26               | Cosworth V8 | Goodyear           | 17          | 3         | 6              | 3                         | 40              | 5e         |
| 1978   | Marlboro Team McLaren Löwenbräu Team McLaren | M26                   | Cosworth V8 | Goodyear           | 16          | 0         | 0              | 0                         | 8               | 13e        |
| 1979   | Olympus Cameras Wolf Racing                  | WR7 WR8               | Cosworth V8 | Goodyear           | 7           | 0         | 0              | 0                         | 0               | n.c.       |
|        | Total                                        |                       |             |                    | 92          | 10        | 14             | 8                         | 179             |            |

## Victoires en championnat du monde de Formule 1
| #  | Année | Manche | Date            | Grand Prix      | Circuit      | Position de départ | Écurie                     | Voiture       | Résumé |
| -- | ----- | ------ | --------------- | --------------- | ------------ | ------------------ | -------------------------- | ------------- | ------ |
| 1  | 1975  | 8/14   | 22 juin 1975    | Pays-Bas        | Zandvoort    | 3e                 | Hesketh Racing-Ford        | Hesketh 308 C | Résumé |
| 2  | 1976  | 4/16   | 2 mai 1976      | Espagne         | Jarama       | pole position      | Marlboro Team McLaren-Ford | M23           | Résumé |
| 3  | 1976  | 8/16   | 4 juillet 1976  | France          | Le Castellet | pole position      | Marlboro Team McLaren-Ford | M23           | Résumé |
| 4  | 1976  | 10/16  | 1er août 1976   | Allemagne       | Nürburgring  | pole position      | Marlboro Team McLaren-Ford | M23           | Résumé |
| 5  | 1976  | 12/16  | 29 août 1976    | Pays-Bas        | Zandvoort    | 2e                 | Marlboro Team McLaren-Ford | M23           | Résumé |
| 6  | 1976  | 14/16  | 3 octobre 1976  | Canada          | Mosport      | pole position      | Marlboro Team McLaren-Ford | M23           | Résumé |
| 7  | 1976  | 15/16  | 10 octobre 1976 | États-Unis      | Watkins Glen | pole position      | Marlboro Team McLaren-Ford | M23           | Résumé |
| 8  | 1977  | 10/17  | 16 juillet 1977 | Grande-Bretagne | Silverstone  | pole position      | Marlboro Team McLaren-Ford | M26           | Résumé |
| 9  | 1977  | 15/17  | 9 octobre 1977  | États-Unis      | Watkins Glen | pole position      | Marlboro Team McLaren-Ford | M26           | Résumé |
| 10 | 1977  | 17/17  | 23 octobre 1977 | Japon           | Fuji         | 2e                 | Marlboro Team McLaren-Ford | M26           | Résumé |

## Au cinéma
En 2013, il est incarné par Chris Hemsworth dans le film Rush de Ron Howard, qui revient sur sa rivalité avec Niki Lauda notamment durant le Championnat du monde de Formule 1 1976.